# Александар Катаи
Александар Катаи (Србобран, 6. фебруар 1991) српски је фудбалер, који тренутно наступа за Црвену звезду.

## Клупска каријера
Катаи је прошао млађе категорије новосадске Војводине. Као сениорски фудбалер је дебитовао на позајмици у српсколигашу Палићу, а током сезоне 2009/10. прикључен је првом тиму Војводине. Деби у Суперлиги Србије имао је 10. марта 2010, када је ушао као замена на утакмици са Чукаричким, а свој први гол је постигао седам дана касније на утакмици са Младим радником.
У јуну 2011. је потписао четворогодишњи уговор са Олимпијакосом. Одмах је прослеђен на позајмицу у екипу ОФИ-ја са Крита где је наступио на две утакмице. У јануару 2012. вратио се на позајмицу у Војводину. За сезону 2013/14. поново је позајмљен, овога пута у Платанијас.
Крајем августа 2014. долази на једногодишњу позајмицу у Црвену звезду. Наредног лета је раскинуо уговор са Олимпијакосом и потписао двогодишњи уговор са Црвеном звездом. У сезони 2015/16, Катаи је са Црвеном звездом освојио титулу првака Србије а са 21 постигнутим голом је био најбољи стрелац лиге. Последњег дана летњег прелазног рока 2016. године напустио је Звезду и потписао за шпанског прволигаша Алавес.
Катаи је 31. децембра 2019. потписао уговор са Лос Анђелес галаксијем. За овај клуб је одиграо само две утакмице у МЛС лиги, након чега је првенство прекинуто због пандемије корона вируса. Катаи је био играч Лос Анђелес галаксија до 5. јуна 2020, када је уговор раскинут због наводно расистичких порука које је његова супруга остављала на друштвеној мрежи Инстаграм.
Дана 10. јула 2020. године, Катаи се вратио у Црвену звезду, после четири године играња у иностранству. Задужио је дрес са бројем 10 који је носио када је први пут дошао у Звезду.

## Репрезентација
За сениорску репрезентацију Србије је дебитовао 13. новембра 2015. на пријатељској утакмици против Чешке у Острави. Србија је тај меч изгубила резултатом 1:4 а Катаи је на терен ушао у 59. минуту уместо Душана Тадића. Наступио је на укупно 10 утакмица за сениорску репрезентацију а последњи пут је носио дрес Србије 12. новембра 2020. на утакмици са Шкотском у оквиру квалификација за Европско првенство 2021. године.

## Статистика

### Клупска
Ажурирано 27. децембра 2023.
|                           |          |                       |     |     |    |   |    |    |   |   |     |     |  |  |
| Палић (позајмица)         | 2009/10. | Српска лига Војводина | 10  | 3   | —  | — | —  | —  | — | — | 10  | 3   |  |  |
|                           |          |                       |     |     |    |   |    |    |   |   |     |     |  |  |
| Војводина                 | 2009/10. | Суперлига Србије      | 6   | 3   | —  | — | —  | —  | — | — | 6   | 3   |  |  |
| Војводина                 | 2010/11. | Суперлига Србије      | 23  | 3   | 4  | 1 | —  | —  | — | — | 27  | 4   |  |  |
| Војводина (позајмица)     | 2011/12. | Суперлига Србије      | 11  | 1   | 2  | 0 | —  | —  | — | — | 13  | 1   |  |  |
| Војводина (позајмица)     | 2012/13. | Суперлига Србије      | 20  | 5   | 5  | 0 | —  | —  | — | — | 25  | 5   |  |  |
| Војводина (позајмица)     | Укупно   | Укупно                | 60  | 12  | 11 | 1 | —  | —  | — | — | 71  | 13  |  |  |
|                           |          |                       |     |     |    |   |    |    |   |   |     |     |  |  |
| ОФИ Крит (позајмица)      | 2011/12. | Суперлига Грчке       | 2   | 0   | —  | — | —  | —  | — | — | 2   | 0   |  |  |
|                           |          |                       |     |     |    |   |    |    |   |   |     |     |  |  |
| Олимпијакос               | 2011/12. | Суперлига Грчке       | —   | —   | —  | — | —  | —  | — | — | —   | —   |  |  |
| Олимпијакос               | 2012/13. | Суперлига Грчке       | —   | —   | —  | — | —  | —  | — | — | —   | —   |  |  |
| Олимпијакос               | 2013/14. | Суперлига Грчке       | —   | —   | —  | — | —  | —  | — | — | —   | —   |  |  |
| Олимпијакос               | 2014/15. | Суперлига Грчке       | —   | —   | —  | — | —  | —  | — | — | —   | —   |  |  |
| Олимпијакос               | Укупно   | Укупно                | —   | —   | —  | — | —  | —  | — | — | —   | —   |  |  |
|                           |          |                       |     |     |    |   |    |    |   |   |     |     |  |  |
| Платанијас (позајмица)    | 2013/14. | Суперлига Грчке       | 24  | 8   | 2  | 0 | —  | —  | — | — | 26  | 8   |  |  |
|                           |          |                       |     |     |    |   |    |    |   |   |     |     |  |  |
| Црвена звезда (позајмица) | 2014/15. | Суперлига Србије      | 20  | 2   | 2  | 0 | —  | —  | — | — | 22  | 2   |  |  |
| Црвена звезда             | 2015/16. | Суперлига Србије      | 33  | 21  | 1  | 2 | 2  | 0  | — | — | 36  | 23  |  |  |
| Црвена звезда             | 2016/17. | Суперлига Србије      | 4   | 2   | —  | — | 6  | 4  | — | — | 10  | 6   |  |  |
|                           |          |                       |     |     |    |   |    |    |   |   |     |     |  |  |
| Депортиво Алавес          | 2016/17. | Прва лига Шпаније     | 20  | 3   | 6  | 0 | —  | —  | — | — | 26  | 3   |  |  |
| Депортиво Алавес          | 2017/18. | Прва лига Шпаније     | 3   | 0   | 1  | 0 | —  | —  | — | — | 4   | 0   |  |  |
| Депортиво Алавес          | Укупно   | Укупно                | 23  | 3   | 7  | 0 | —  | —  | — | — | 30  | 3   |  |  |
|                           |          |                       |     |     |    |   |    |    |   |   |     |     |  |  |
| Чикаго фајер              | 2018.    | МЛС                   | 33  | 12  | 4  | 1 | —  | —  | — | — | 37  | 13  |  |  |
| Чикаго фајер              | 2019.    | МЛС                   | 29  | 6   | 0  | 0 | —  | —  | — | — | 29  | 6   |  |  |
| Чикаго фајер              | Укупно   | Укупно                | 62  | 18  | 4  | 1 | —  | —  | — | — | 66  | 19  |  |  |
|                           |          |                       |     |     |    |   |    |    |   |   |     |     |  |  |
| Лос Анђелес галакси       | 2020.    | МЛС                   | 2   | 0   | —  | — | —  | —  | — | — | 2   | 0   |  |  |
|                           |          |                       |     |     |    |   |    |    |   |   |     |     |  |  |
| Црвена звезда             | 2020/21. | Суперлига Србије      | 23  | 14  | 3  | 1 | 8  | 3  | — | — | 34  | 18  |  |  |
| Црвена звезда             | 2021/22. | Суперлига Србије      | 31  | 24  | 4  | 3 | 12 | 6  | — | — | 47  | 33  |  |  |
| Црвена звезда             | 2022/23. | Суперлига Србије      | 35  | 17  | 5  | 0 | 10 | 2  | — | — | 47  | 19  |  |  |
| Црвена звезда             | 2023/24. | Суперлига Србије      | 8   | 3   | 2  | 1 | 5  | 1  | — | — | 15  | 5   |  |  |
| Црвена звезда             | Укупно   | Укупно                | 154 | 83  | 17 | 7 | 43 | 16 | — | — | 214 | 106 |  |  |
|                           |          |                       |     |     |    |   |    |    |   |   |     |     |  |  |
| Каријера                  | Каријера | Каријера              | 337 | 127 | 41 | 9 | 43 | 16 | — | — | 421 | 152 |  |  |
|                           |          |                       |     |     |    |   |    |    |   |   |     |     |  |  |

### Репрезентативна
Ажурирано 12. новембра 2020.
| Србија | Србија  | Србија |
| Године | Наступа | Голова |
| ------ | ------- | ------ |
| 2015.  | 1       | 0      |
| 2016.  | 5       | 0      |
| 2017.  | 0       | 0      |
| 2018.  | 0       | 0      |
| 2019.  | 3       | 0      |
| 2020   | 1       | 0      |
| Укупно | 10      | 0      |

## Трофеји, награде и признања

### Екипно
Црвена звезда
- Суперлига Србије (4): 2015/16,[36] 2020/21,[37] 2021/22,[38] 2022/23.[39]

- Куп Србије (3): 2020/21,[40] 2021/22,[41] 2022/23.[42]

### Појединачно
- Најбољи стрелац Суперлиге Србије за такмичарску 2015/16. са 21 постигнутим поготком[43]